# 任廷英
任廷英，清朝武官。直隸大名縣人，回族。武進士出身。
任廷英同治十年武殿試因石力不符被罰停殿試一科，甲戌科補殿試成武進士，授藍翎侍衛。光緒三十年（1904年）官山东濮州营遊擊。墓在大名城南关东南郊。